# Gymnangium tenuirostre
Gymnangium tenuirostre är en nässeldjursart som först beskrevs av Nutting 1927.  Gymnangium tenuirostre ingår i släktet Gymnangium och familjen Aglaopheniidae. Inga underarter finns listade i Catalogue of Life.